# Abdullah Saihan
Abdullah Wabran Saihan (in arabo عبد الله سايهان‎?; Al Kuwait, 7 febbraio 1971) è un ex calciatore kuwaitiano,di ruolo centrocampista.

## Carriera

### Club
Ha giocato nella prima divisione del Kuwait ed in quella del Qatar.

### Nazionale
Esordisce con la  Nazionale kuwaitiana nel 1995.

Ha disputato con la selezione olimpica le olimpiadi di Sydney 2000.

## Palmarès

### Club

#### Competizioni nazionali
- Kuwait Emir Cup: 2

Al-Arabi: 1995-1996, 2005-2006
- Kuwait Crown Cup: 2

Al-Arabi: 1995-1996, 1996-1997
- Qatar Crown Prince Cup: 1

Al-Rayyan: 1996
- Emir of Qatar Cup: 1

Al-Rayyan: 1998-1999